# ويليام كروس (لاعب كرة قدم)
ويليام كروس (بالفرنسية: Guillaume Cros)‏ هو لاعب كرة قدم فرنسي في مركز الدفاع، ولد في 19 أبريل 1995 في بيزييه في فرنسا. شارك مع منتخب فرنسا تحت 18 سنة لكرة القدم ومنتخب فرنسا تحت 20 سنة لكرة القدم. أما مع النوادي، فقد لعب مع نادي سوشو.

## وصلات خارجية
- ويليام كروس على موقع قاعدة بيانات كرة القدم.إي يو (الإنجليزية)
- ويليام كروس على موقع Soccerway.com (الإنجليزية)
- ويليام كروس على موقع عالم كرة القدم.نت (الإنجليزية)